# Лох-Крю

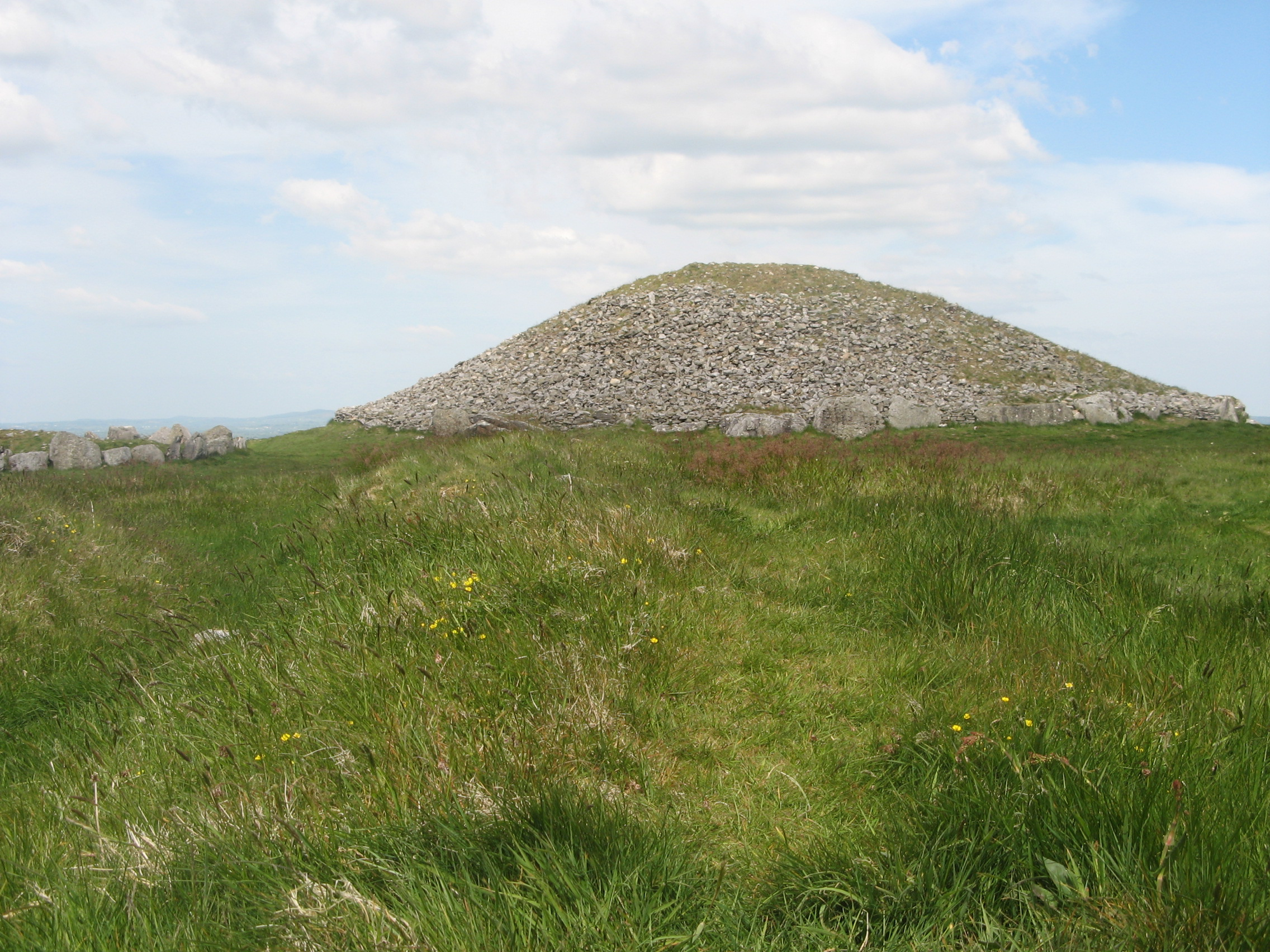
Каїрн T

Лох-Крю (Лохкрю; англ. Loughcrew/Lough Crew) на височині Слів-на-Каллі (ірл. Sliabh na Caillighe, букв. «пагорб відьми») — комплекс (некрополь) мегалітичних коридорних гробниць на однойменному пасмі пагорбів у графстві Міт. Збереглися залишки 25 гробниць, в деяких є зразки мегалітичного мистецтва — різьблені зображення на каменях. Національна пам'ятка Ірландії.
Каїрни цього некрополю умовно поділяють на три групи, кожна з яких розташована на окремому пагорбі.
- «Carnbane West» — найщільніше забудована група, що складається з 13 пам'яток, серед яких каїрни G, K і L.
- «Carnbane East» — включає 10 каїрнів, зокрема великий і добре збережений каїрн T.
- «Patrickstown» — найменша група, включає 5 пам'яток.

Каїрн G — безкамерний. Каїрни K і T — дольмени з бічними камерами, зразками яких також є Вест-Кеннетська гробниця або низка мегалітів у Морбіані (Бретань), як, наприклад, Мане-Керіавал. З боків від центрального коридору зазвичай розташовано 2, 4 або 6 симетричних, відносно закритих бічних камер. Стелю каїрна зазвичай виконано у вигляді ступінчастого склепіння. Всередині каїрна K міститься менгір.
У каїрнах L і T, які нині огороджено сітчастою огорожею з воротами, знайдено великі добре збережені вибиті на каменях символічні зображення. Інші каїрни дуже постраждали від дощової ерозії, і багато зображень у них ледь розпізнаються.
Некрополь виник наприкінці 3 тисячоліття до н. е. Багато з гробниць розкопали любителі на початку XX століття, при цьому виявлено безліч артефактів. Під час розкопок каїрна 1943 року виявлено кісткові вироби в стилі латенської культури.
Відвідування обох охоронюваних каїрнів нині можливе лише за попереднім записом.